# Eupteryx stachydearum
Eupteryx stachydearum är en insektsart som först beskrevs av Hardy 1850.  Eupteryx stachydearum ingår i släktet Eupteryx och familjen dvärgstritar. Enligt den finländska rödlistan är arten nära hotad i Finland. Arten är reproducerande i Sverige. Artens livsmiljö är hagmarker och lövängar. Inga underarter finns listade i Catalogue of Life.

## Bildgalleri

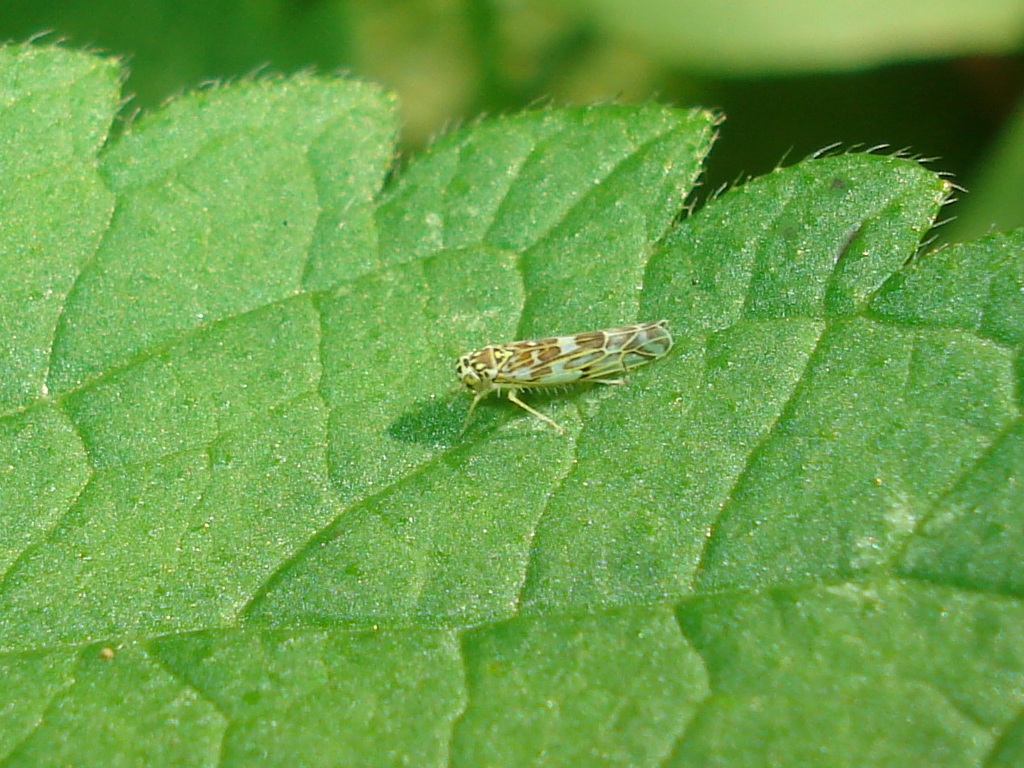